# Muzeum Kořenec

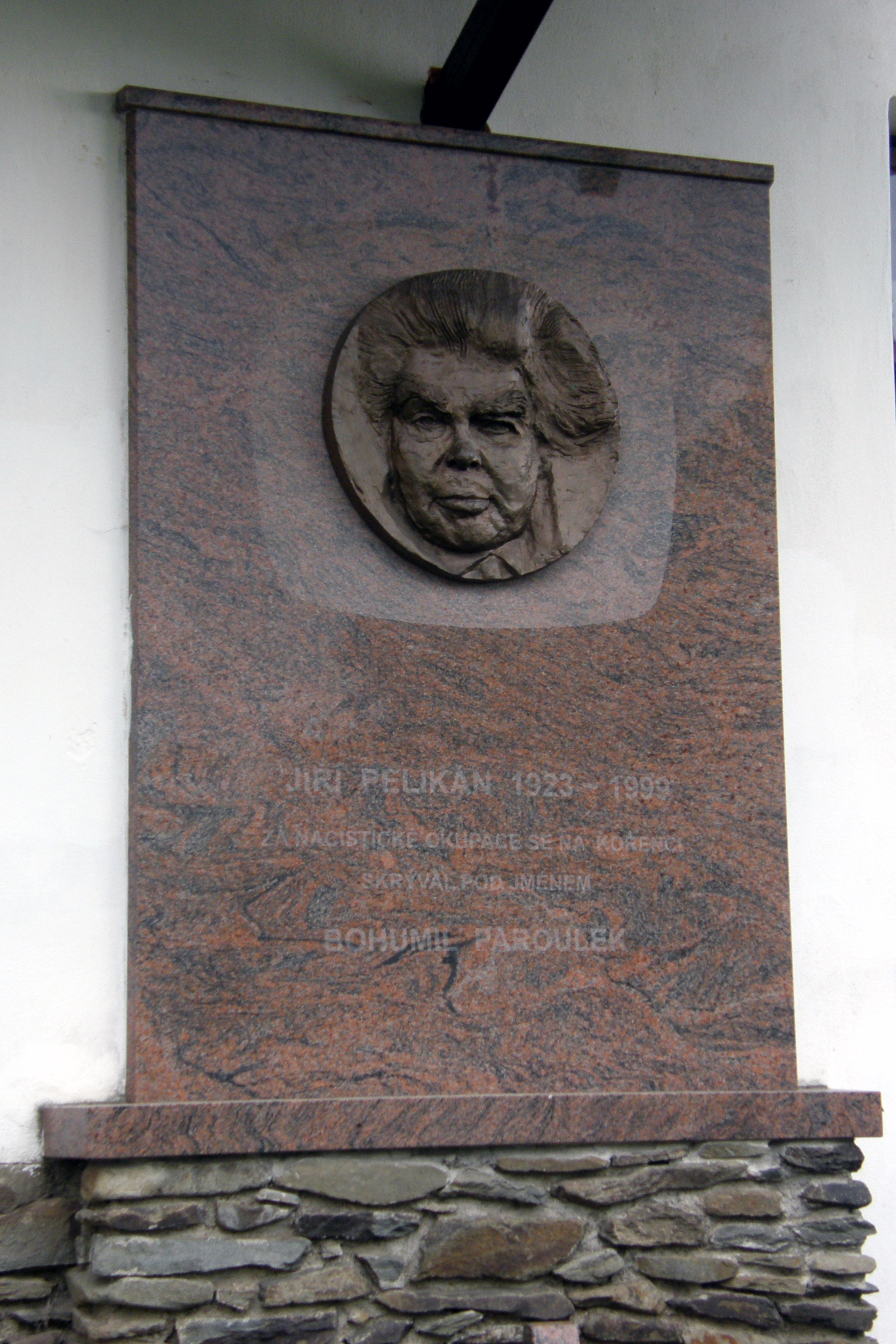
Pamětní deska Jiřího Pelikána (1923-1999) na budově muzea v Kořenci

Muzeum Kořenec je instituce založená v roce 1985 a v současné době sídlící v prostor části zemědělské usedlosti č.p. 16.

## Historie
V 70. letech 20. století postavili kořenečtí občané kapličku. Tehdejší doba církevním stavbám nepřála a režimem nebylo umožněno tuto stavbu k původnímu účelu využívat. V roce 1985 byla založena síň tradic Kořence, která byla umístěna do prostor kaple. Základem expozice se stala výstava fotografií o životě na Kořenci zahájená ke slavnostnímu otevření Kulturního domu. Kulturní dům vyrostl na místě původního selského stavení, krytého doškovou střechou, které muselo ustoupit současným potřebám občanů na společenský život. První exponáty vystavené v pamětní síni byly dary a zápůjčky místních občanů a rodáků.
S rokem 1989 a jeho převratnými změnami došlo ke změnám i na Kořenci, kde opět občané pocítili potřebu mít v obci kapli. Při své návštěvě Kořence věnoval Jiří Pelikán peněžní dar na zakoupení části statku rodiny Korčákových, do nějž se v roce 1992 přestěhovala síň tradic z kaple. Vzniklo zde muzeum krojů a řemesel na Kořenci.
V roce 2004 byla díky daru a spolupráci společnosti „Občanský dialog“ odhalena pamětní deska Jiřímu Pelikánovi, kterou navrhl a vytvořil akademický sochař Miloslav Buřival.

## Expozice
Muzeum je čtvercová budova stojící uprostřed obce. Ve vstupní chodbě muzea návštěvníky vítá nástěnná malba akademického sochaře Miloslava Buřivala, znázorňující klášter Hradisko u Olomouce. Je zde i model větrného mlýna, který je dominantou obce, a typická fauna a flora přírodního parku Řehořkovo Kořenecko, v jehož centru se obec nachází. K zhlédnutí je i více než sto padesát let stará katastrální mapa obce, její znak a prapor.
V bývalé sýpce vznikla „síň krojů“, kde jsou fotografie Dr. Vladimíra Přikryla CSc., zachycující kořenecký kroj, jeho součásti a způsob nošení.
V sýpce se nachází i pamětní síň Jiřího Pelikána, seznamující s jeho životem i působením na Kořenci. V dalších místnostech jsou vystaveny předměty vztahující se k jednotlivým řemeslům a věci denní potřeby našich předků. 
Do bývalého dvora byly umístěny větší předměty většinou zemědělského charakteru jako jsou mlátičky, fukary, koňské sáně či zemědělské vozy. Dále je tu koutek s historií hasičského sboru, jež je zastoupen starou technikou například stříkačkou z roku 1895.

## Fotogalerie

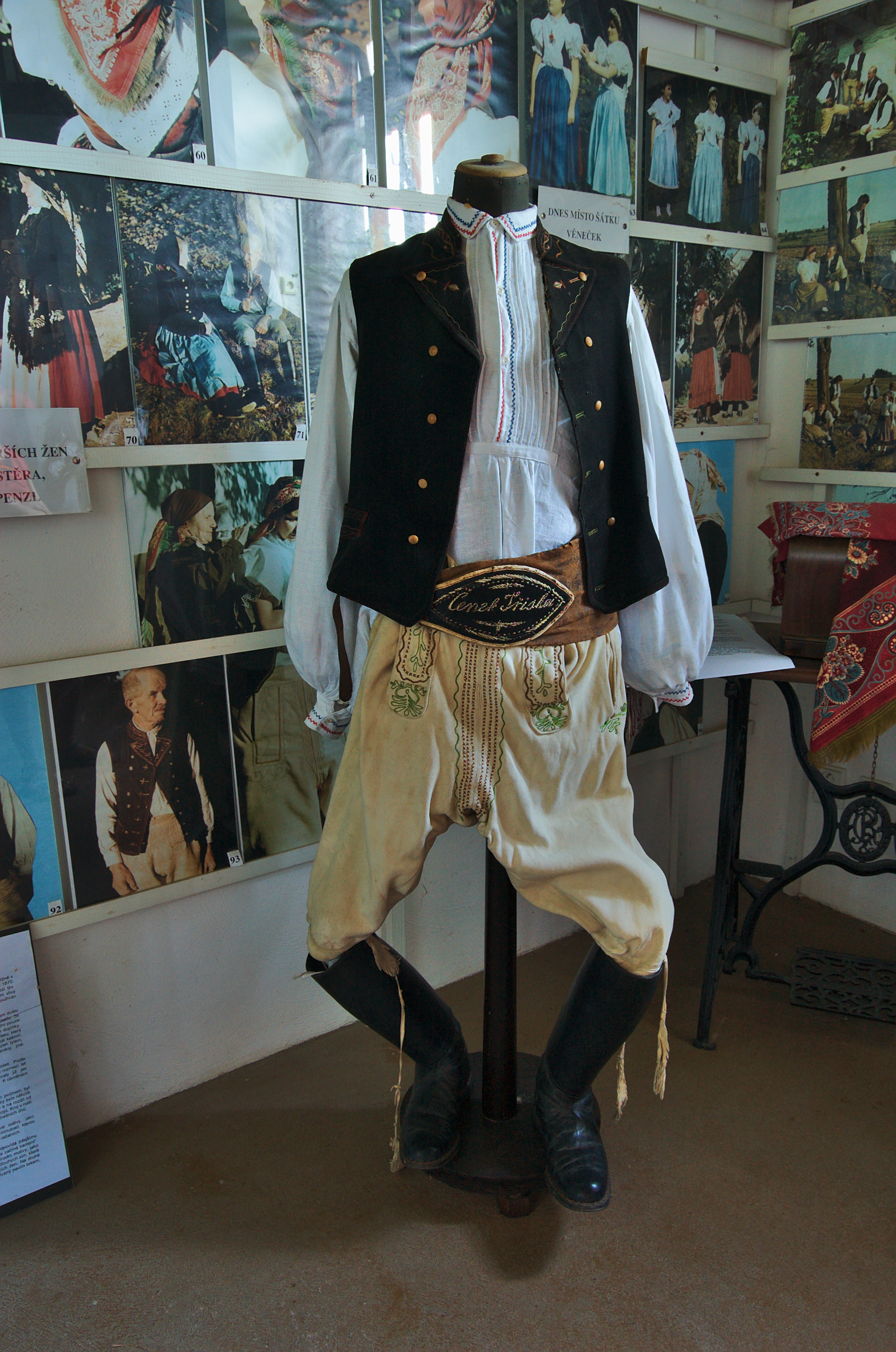
Mužský kořenecký kroj
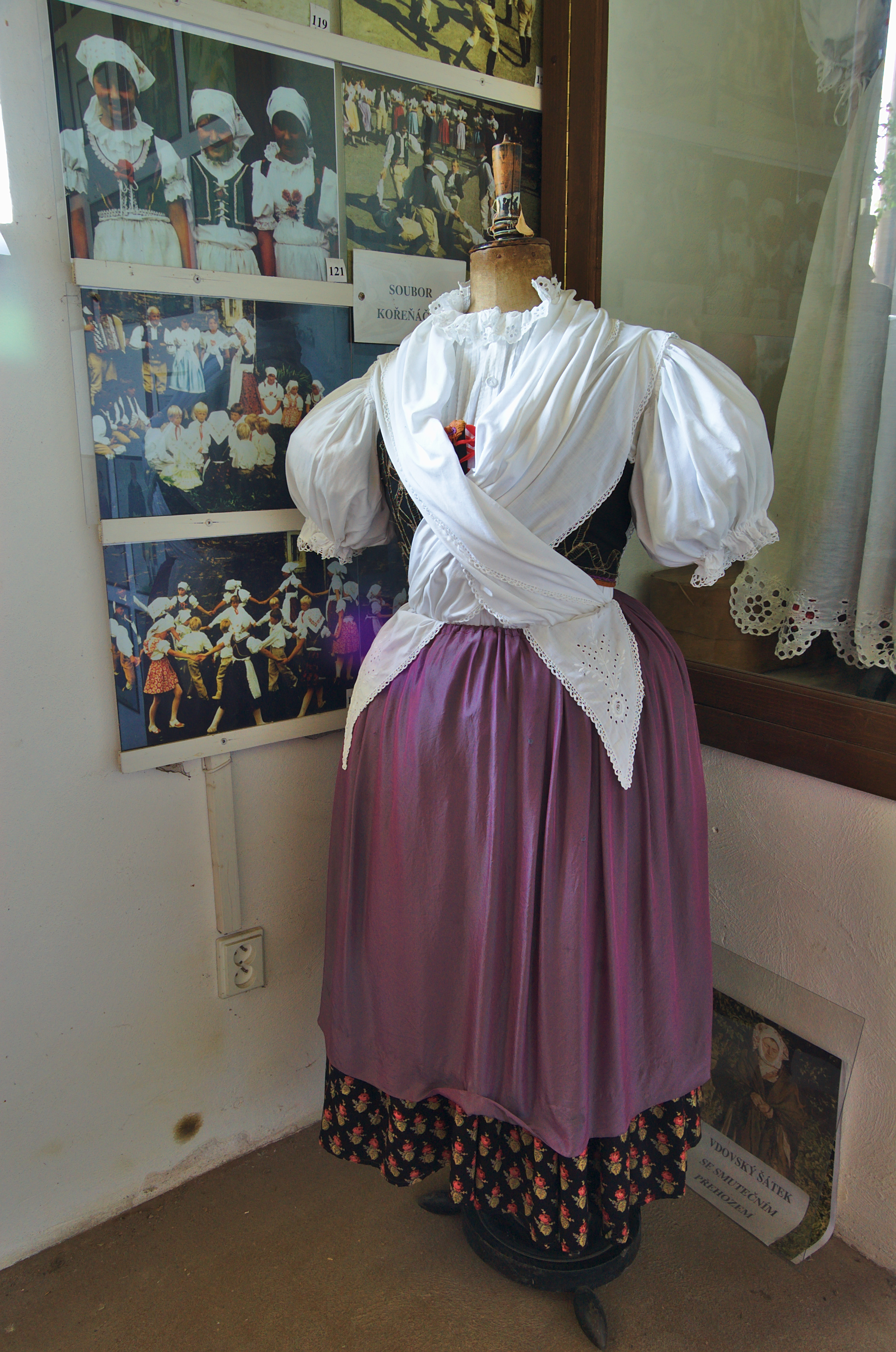
Ženský kořenecký kroj
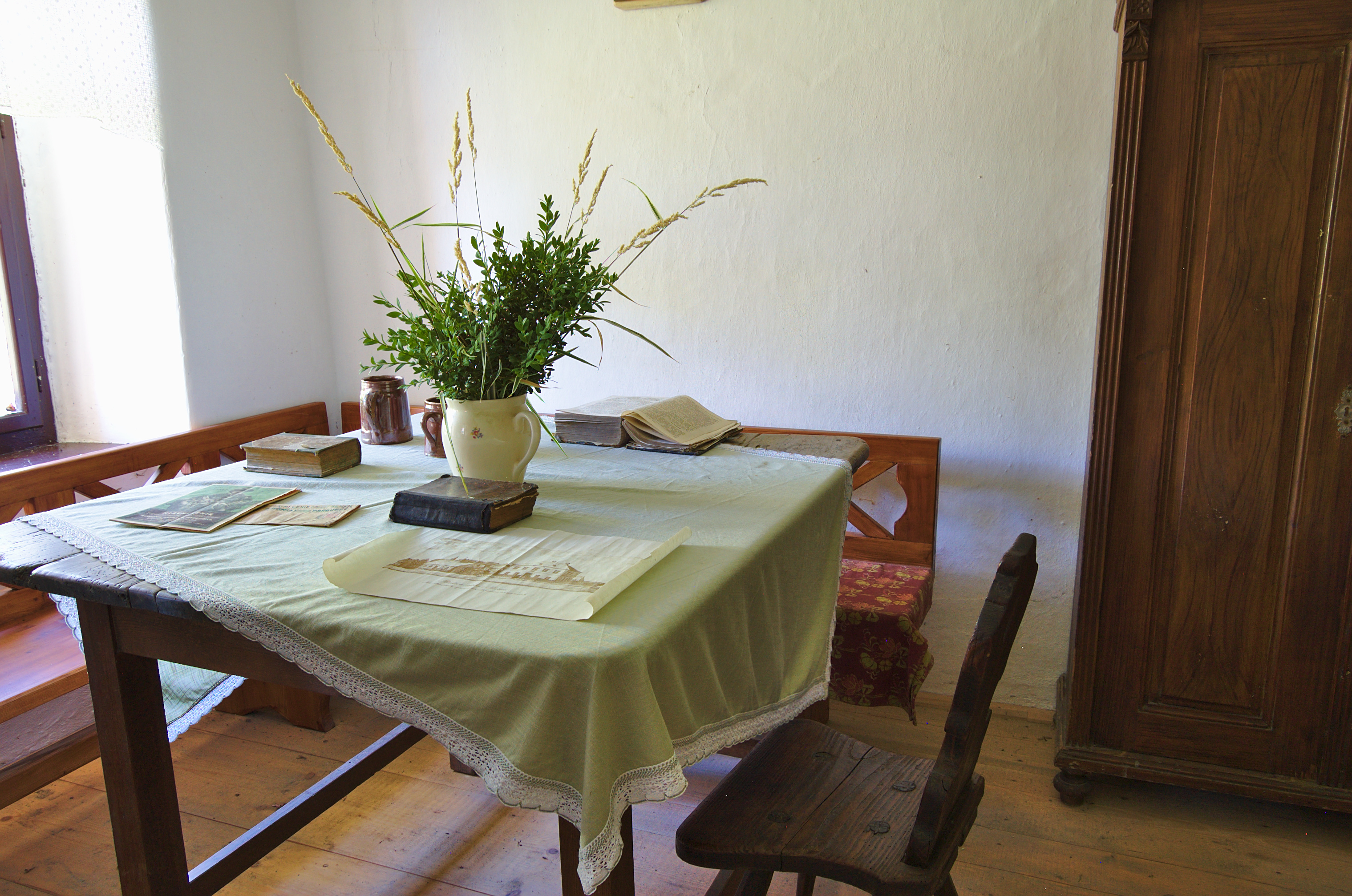
Rekonstrukce světnice
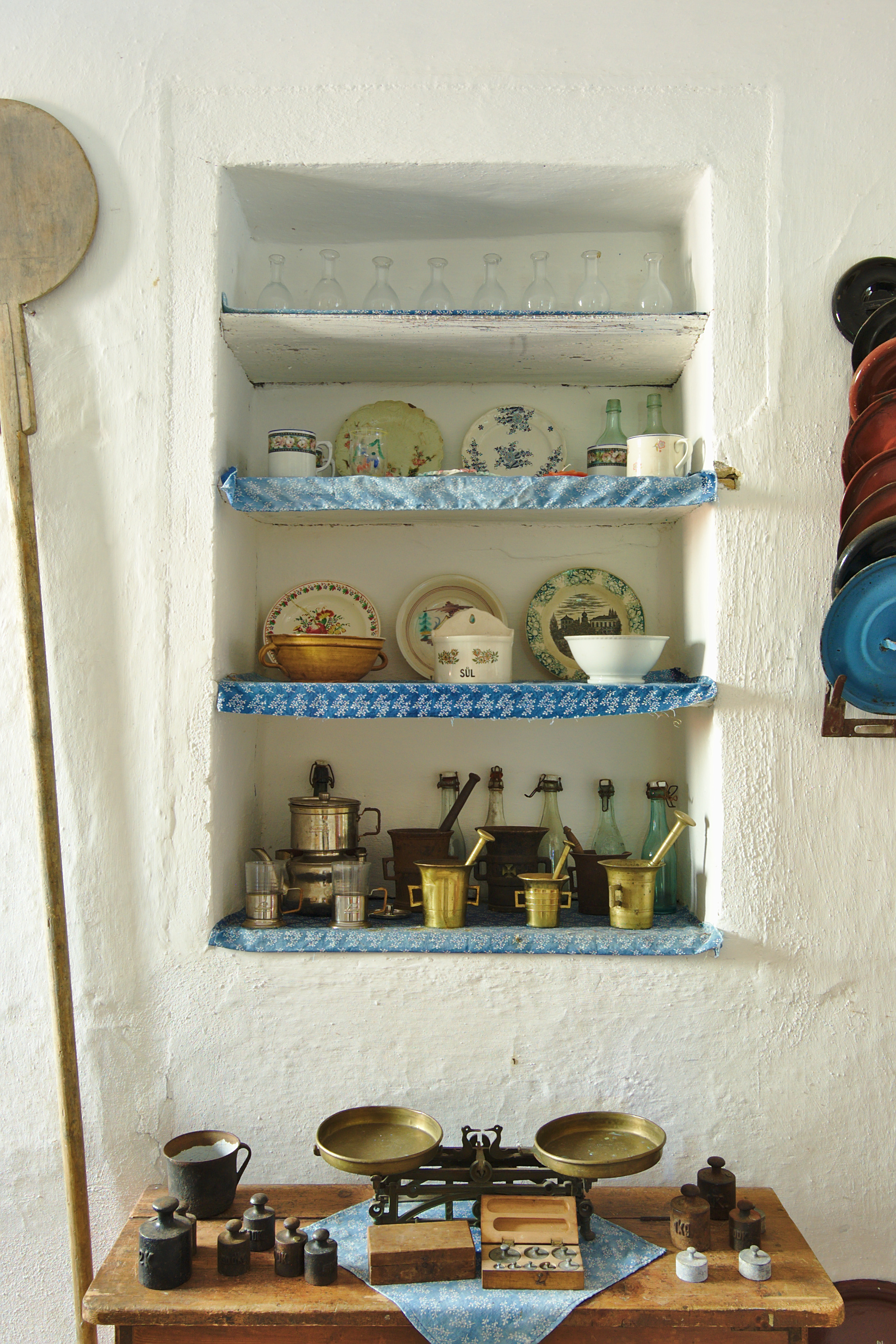
Kuchyně
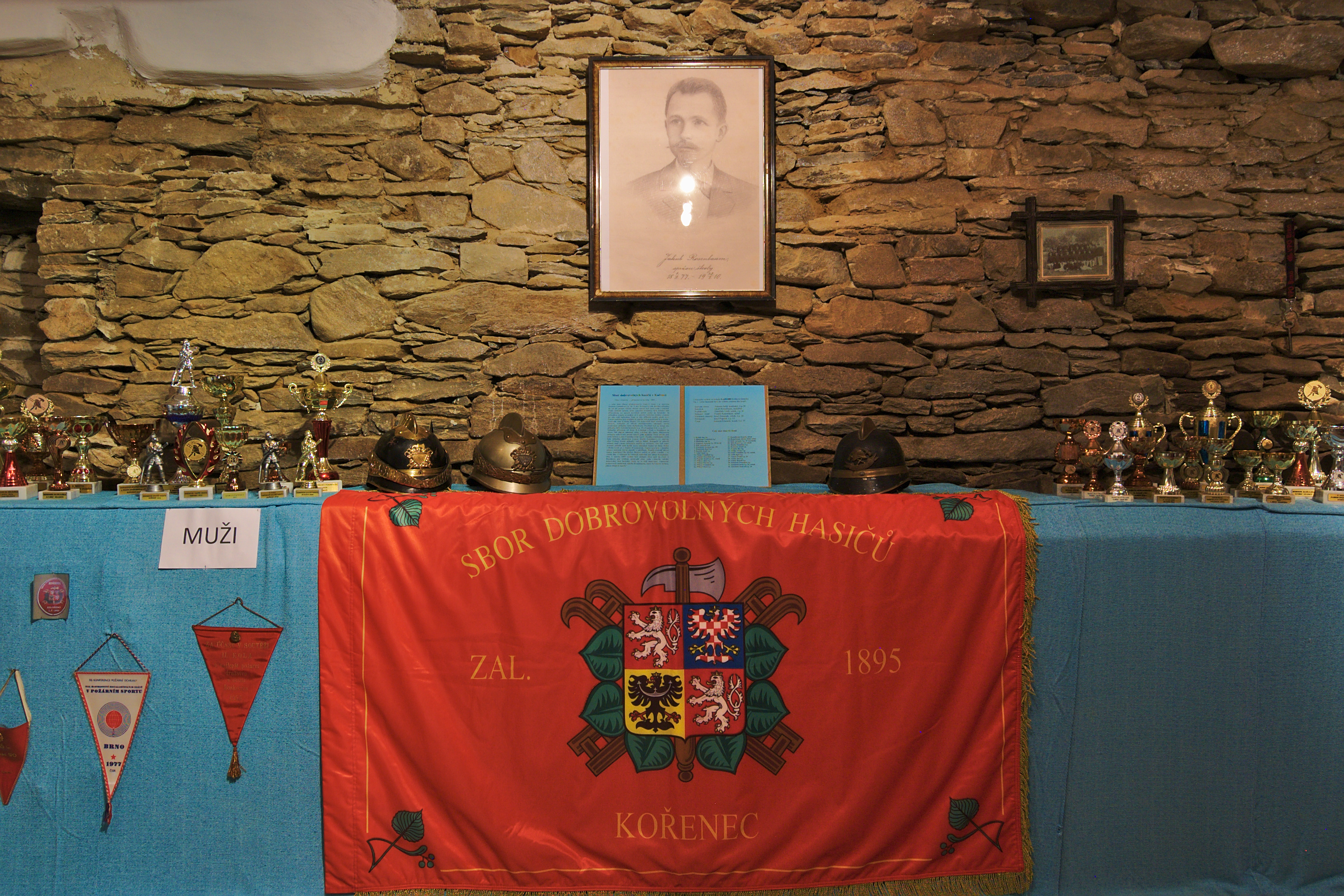
Výstava SDH
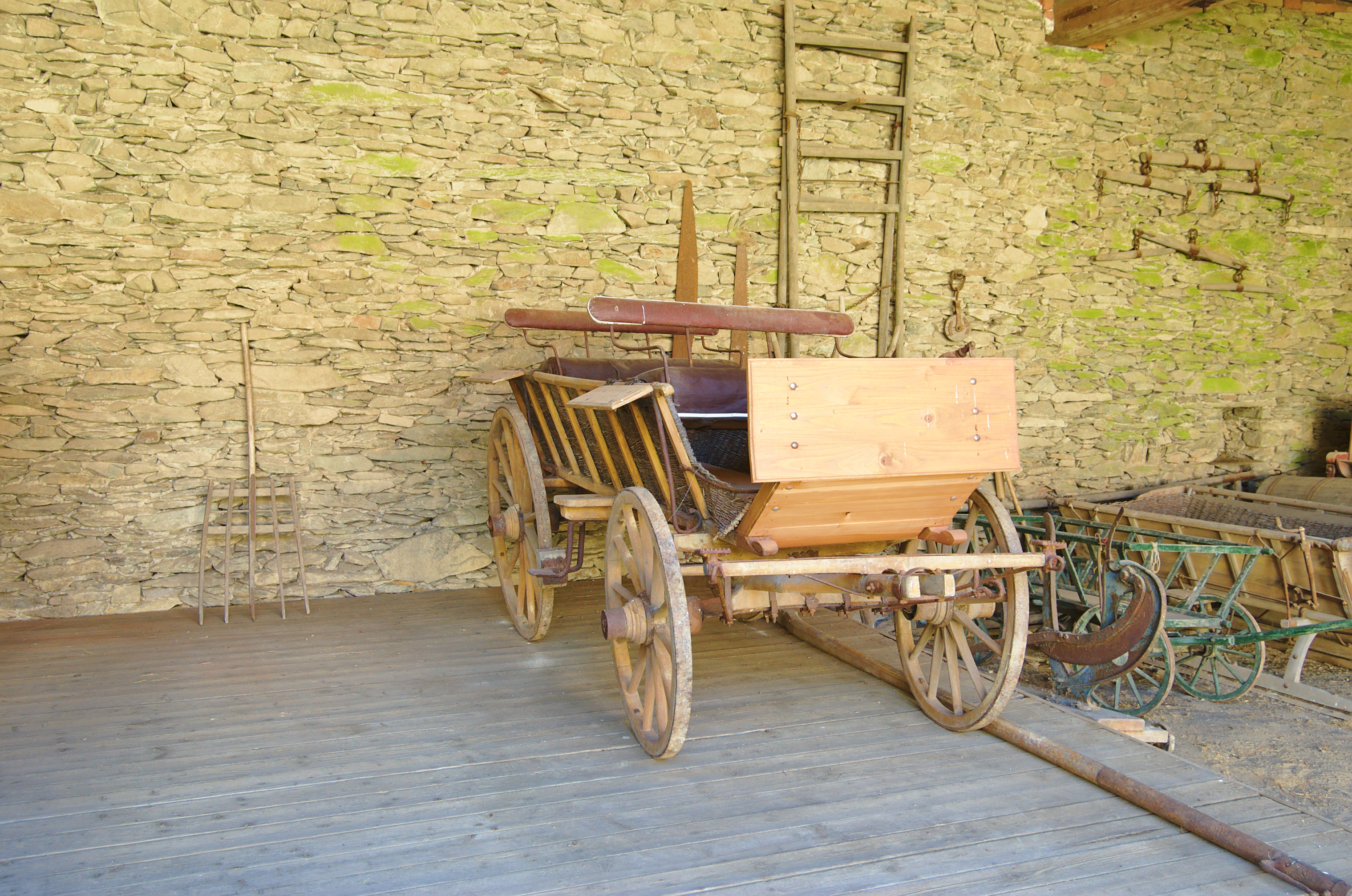
Vůz
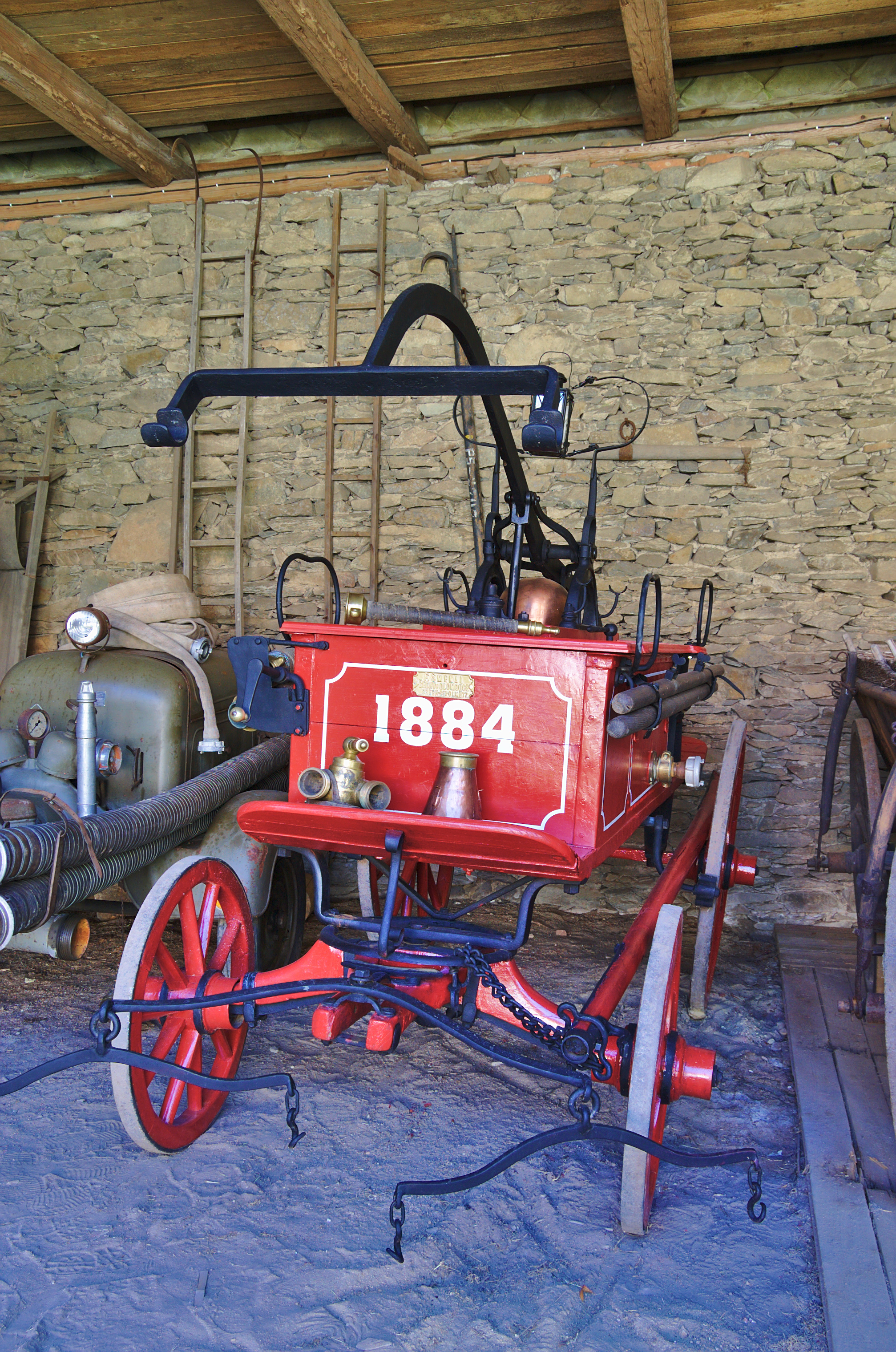
Nově zrekonstruovaná hasičská stříkačka